# Bo Helleberg
Bo Helleberg, né le 24 juin 1974 à Viborg, est un rameur danois évoluant en catégorie poids légers. Il est quatre fois champion du monde en deux de pointe.

## Biographie
Helleberg est sélectionné pour les Jeux olympiques d'été de 2008, mais a dû se retirer en raison d'une blessure, remplacé par Morten Jørgensen.

### Palmarès

#### Championnats du monde
- Championnats du monde 1995 à Tampere,  États-Unis
  -  Médaille d'argent en deux de pointe sans barreur poids légers
- Championnats du monde 1996 à Motherwell,  Royaume-Uni
  -  Médaille d'or en deux de pointe sans barreur poids légers
- Championnats du monde 2003  à Milan,  Italie
  -  Médaille d'or en deux de pointe sans barreur poids légers
- Championnats du monde 2004  à Banyoles, Modèle:Espagne.
  -  Médaille d'or en deux de pointe sans barreur poids légers
- Championnats du monde 2005  à Kaizu,  Japon
  -  Médaille d'or en deux de pointe sans barreur poids légers